# Acacia ancistroclada
Acacia ancistroclada là một loài thực vật có hoa trong họ Đậu. Loài này được Brenan miêu tả khoa học đầu tiên.